# ويليام ويكفيلد باوم
ويليام ويكفيلد باوم (بالإنجليزية: William Wakefield Baum)‏ هو كاهن كاثوليكي أمريكي، ولد في 21 نوفمبر 1926 في دالاس في الولايات المتحدة، وتوفي في 23 يوليو 2015 في واشنطن العاصمة في الولايات المتحدة.

## وصلات خارجية
- ويليام ويكفيلد باوم على موقع مونزينجر (الألمانية)